# کنفرانس پنج کشور
کنفرانس پنج کشور کنفرانس بین سازمان‌های مهاجرتی پنج کشور آمریکا، بریتانیا، کانادا، استرالیا و نیوزیلند است. که عبارتند از:
- ایالات متحده آمریکا: وزارت امنیت میهن ایالات متحده آمریکا
- بریتانیا: وزارت کشور بریتانیا
- کانادا: مهاجرت، پناهندگان و شهروندی کانادا و آژانش خدمات مرزی کانادا
- استرالیا: اداره مهاجرت و حفاظت از مرزها
- نیوزیلند: مهاجرت نیوزیلند